# Cariblatta plagia
Cariblatta plagia är en kackerlacksart som beskrevs av Rehn, J. A. G. och Morgan Hebard 1927. Cariblatta plagia ingår i släktet Cariblatta och familjen småkackerlackor.
Artens utbredningsområde är Puerto Rico. Inga underarter finns listade.